# Ève Line Blum-Cherchevsky
Pour les articles homonymes, voir Blum.
Ève Line Blum-Cherchevsky, née le 30 mars 1932 à Paris et morte le 26 septembre 2019 à Besançon, est une essayiste et historienne autodidacte française.

## Biographie
Ève Line Blum-Cherchevsky est née le 30 mars 1932 à Paris. Elle est la fille d'Abraham Cherchevsky, journaliste, et de Germaine Cherchevsky, née Germaine Ida Léa Bernard, traductrice,,. Elle est l'une des petites nièces de Bernard Lazare.
Abraham Lipa Cherchevsky est né le 6 mars 1901 à Hébron en Palestine. La famille d'Abraham Cherchevsky est originaire de Vilnius. Il est naturalisé français en 1924.
Germaine Cherchevsky est née Bernard, le 2 janvier 1901 à Paris.
Abraham et Germaine Cherchevsky sont en 1942 cadres de l'Union générale des israélites de France (UGIF). Leur dernière adresse est au 6 rue Jules Voisembert à Issy-les-Moulineaux (Hauts-de-Seine).
En 1943, les Cherchevsky ont trois filles, Ève Line, 11 ans, Sylvie, 8 ans et Mireille, 5 ans. Depuis février 1943, Abraham Cherchevsky dirige le foyer d'enfants de Neuilly.
Le 1er juillet 1943, les deux sœurs plus âgées sont placées à Levroux, près de Châteauroux, dans la famille de Clémentine Couagnon, qui travaillait autrefois pour le grand-père Edmond Bernard.
Germaine Cherchevsky fait partie des cinquante-deux employés victimes de la Rafle par la Gestapo, le 30 juillet 1943, au siège du service d'assistance sociale de l'UGIF, rue de la Bienfaisance, dans le 8e arrondissement de Paris. Elle est déportée par le convoi no 59, en date du 2 septembre 1943, du camp de Drancy vers Auschwitz, où elle est assassinée.
Après l'arrestation de sa femme Germaine, Abraham Cherchevsky doit se cacher. Il survit dans la clandestinité, hébergé avec la plus jeune de ses filles, Mireille, par la couturière Marguerite Delouche sous les combles de l'immeuble du 1 rue du Mail, dans le 2e arrondissement de Paris. Puis Mireille quitte Paris avec l'aide de Jeanette Zantner, une voisine, pour Saint-Germain-lès-Senailly, un village de Côte-d'Or. Là les Zantner la font passer pour leur nièce.
Arrêté le 6 avril 1944 par des inspecteurs du Commissariat général aux questions juives voisin, Abraham Cherchevsky est déporté par le convoi no 73 en date du 15 mai 1944,,,,, depuis la gare de Bobigny, un des rares trains provenant de France comprenant uniquement des hommes. Ce convoi a eu pour destination finale non pas Auschwitz, mais Kaunas en Lituanie et Reval (aujourd'hui appelé Tallinn) en Estonie. Il est assassiné le 20 mai 1944.
En 1999, Clémentine Couagnon (1875-1969) et Victor Couagnon (1869-1959), qui à Levroux ont accueilli et protégé Ève Line et Sylvie de juillet 1943 à mai 1945, seront à titre posthume nommés Justes parmi les Nations par Yad Vashem à Jérusalem en Israël.
En 2013, Marguerite Delouche (1890-1956), qui a caché Abraham et sa fille Mireille à Paris, sera à titre posthume nommée Juste parmi les Nations par Yad Vashem à Jérusalem en Israël.
Ève Line Blum-Cherchevsky se marie à Paris en 1953 avec André Blum. De 1954 à 1970 ils auront ensemble six enfants (Patrick, Dominique, Véronique, Christophe, Nathalie et Gérald).

## Mémoire de la Shoah
Ève Line Blum-Cherchevsky a dirigé et effectué d'importants travaux sur les déportés et leurs familles. Elle a également traduit l'ouvrage Courage dans la tourmente en Lituanie 1941-1945 : mémoires du ghetto de Kovno d'Alex Faitelson sur le ghetto de Kovno (Kaunas). Elle a notamment milité pour l'exactitude maximale des actes d'état civil des personnes mortes en déportation,,.

## Mort
Ève Line Blum-Cherchevsky décède à Besançon le 26 septembre 2019 à l'âge de 87 ans. Le 1er octobre 2019, ses cendres sont dispersées au cimetière Saint-Claude à Besançon, rejoignant celles de son mari, André Blum.

## Publications
- Nous sommes 900 Français : à la mémoire des déportés du convoi no 73 ayant quitté Drancy le 15 mai 1944, Besançon, l'auteur, 7 vol., 1999-2006.
- Il était une fois, l'association dédiée à la mémoire des déportés du convoi 73, Besançon, l'auteur, 2006.
- Les victimes juives de Franche-Comté déportées ou exécutées pendant la Seconde Guerre mondiale : 1939/1945, Besançon, l'auteur, 2016

Ces ouvrages sont disponibles en version numérique (.pdf) sur le site personnel d'Eve Line Blum-Cherchevsky.